# Evangelisch-Lutherisches Dekanat Pegnitz
Das Evangelisch-Lutherische Dekanat Pegnitz ist eines der 15 Dekanate des Kirchenkreises Bayreuth. Sein Gebiet umfasst den südlichen Teil des Landkreises Bayreuth sowie die Stadt Auerbach in der Oberpfalz im Landkreis Amberg-Sulzbach. Zurzeit übt Markus Rausch das Amt des Dekans aus, das zuvor für 21 Jahre Gerhard Schoenauer innehatte.

## Geschichte
Im Markgraftum Brandenburg-Kulmbach wurde 1533 die Reformation eingeführt. 1604 wurde die Residenz nach Bayreuth verlegt. 1558 wurde eine Superintendentur errichtet mit den Pfarreien Bayreuth-Stadt, Bayreuth-Schloßkirche, Benk, Bindlach, Birk, Bronn, Busbach, Creußen, Eckersdorf, Emtmannsberg, Gesees, St. Johannis, Lindenhardt, Mistelbach, Mistelgau, Neunkirchen a. M., Neustadt a. K., Obernsees, Pegnitz, Plech, Weidenberg und Wirbenz.
Das bayerische Dekanat Creußen wurde am 7. Dezember 1810 errichtet. Es erhielt die Pfarreien Bronn, Creußen, Haag, Lindenhardt, Pegnitz, Plech und Schnabelwaid von der Superintendentur Bayreuth. Betzenstein kam von Nürnberg, Kirchahorn vom Dekanat Kirchahorn hinzu. Am 31. Januar 1827 kamen Birk, Neustadt a. K. und Wirbenz vom Dekanat Bayreuth hinzu und Haag wurde dorthin abgegeben. Neustadt a. K. und Wirbenz kamen 1840 zum Dekanat Weiden. Kirchahorn wurde am 19. Januar 1846 nach Muggendorf abgegeben. Der Sitz des Dekanats wurde 1879 nach Pegnitz verlegt. Am 17. August 1894 wurde das Dekanat in Pegnitz umbenannt.
In Auerbach in der Oberpfalz wurde 1558 eine Kurpfälzer Superintendentur errichtet. 1626 wurde die Superintendentur und 1628 die Pfarrei durch die Gegenreformation aufgehoben. 1947 wurde in Auerbach eine neue evangelische Pfarrei eingerichtet.

## Kirchengemeinden
Zum Dekanatsbezirk Pegnitz gehören folgende 12 Kirchengemeinden mit ihren Kirchengebäuden:
- Auerbach in der Oberpfalz, Christuskirche
- Betzenstein und Hüll
  - Betzenstein, Stadtpfarrkirche
  - Hüll, ev. Kirche
- Birk und Seidwitz
  - Birk, St. Veronika
  - Seidwitz, St. Johannis
- Bronn und Pottenstein
  - Bronn, St. Jakobus
  - Pottenstein, St. Johannis
- Creußen, St. Jakobus
- Lindenhardt, St. Michael
- Pegnitz, St. Bartholomäus
- Plech, St. Susannae
- Schnabelwaid, Maria-Magdalena-Kirche

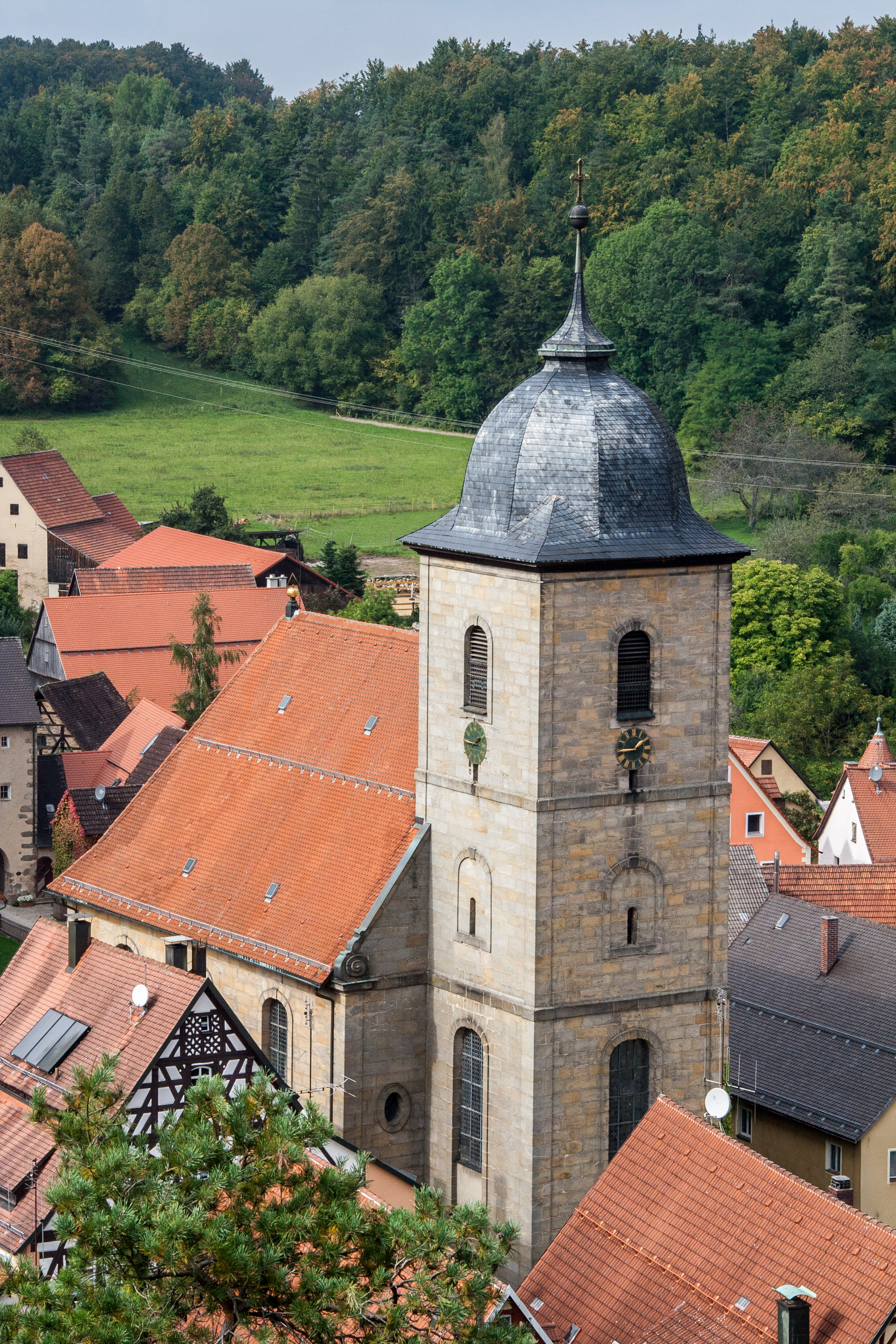
Evangelische Kirche Betzenstein
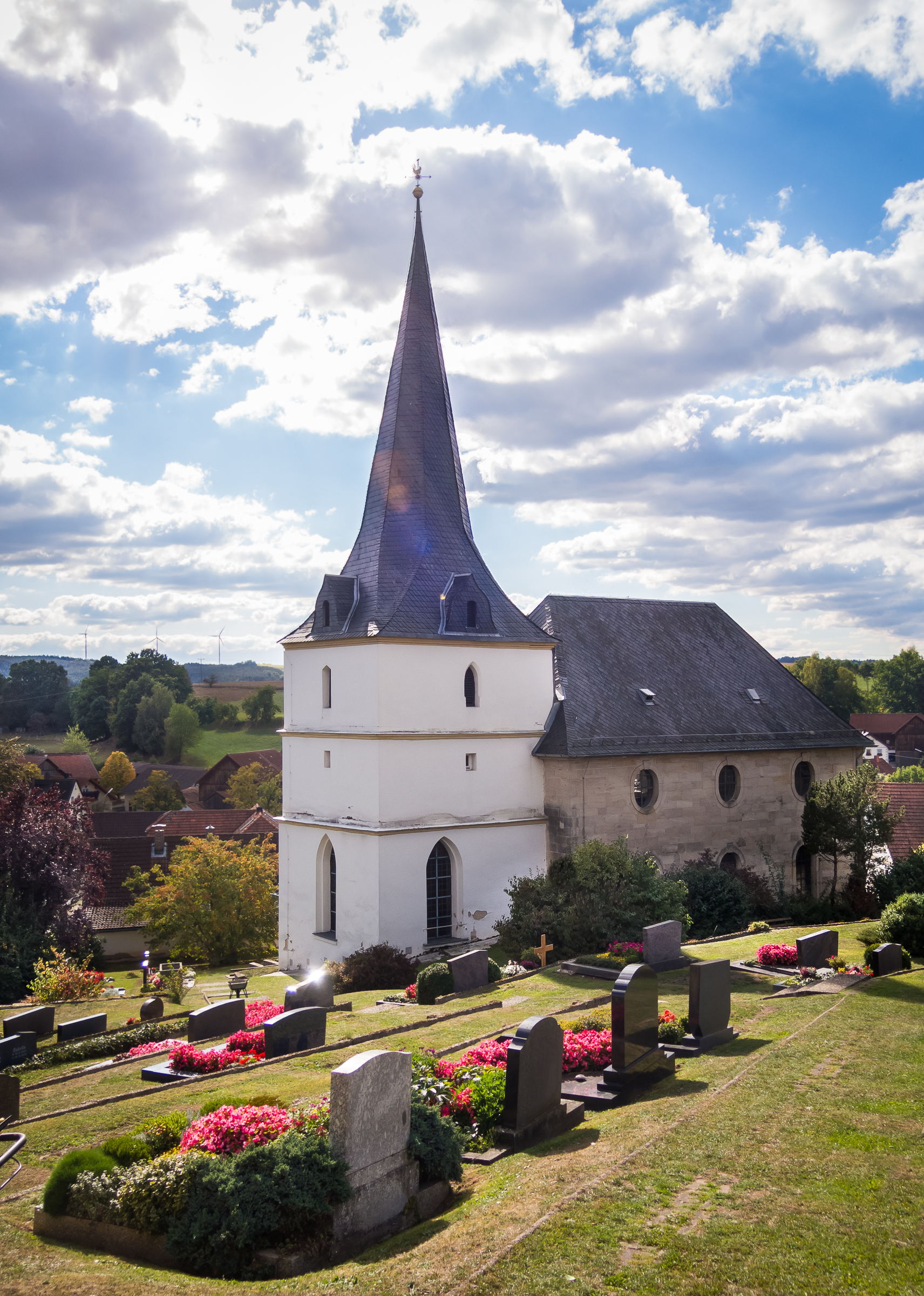
St. Veronika in Birk
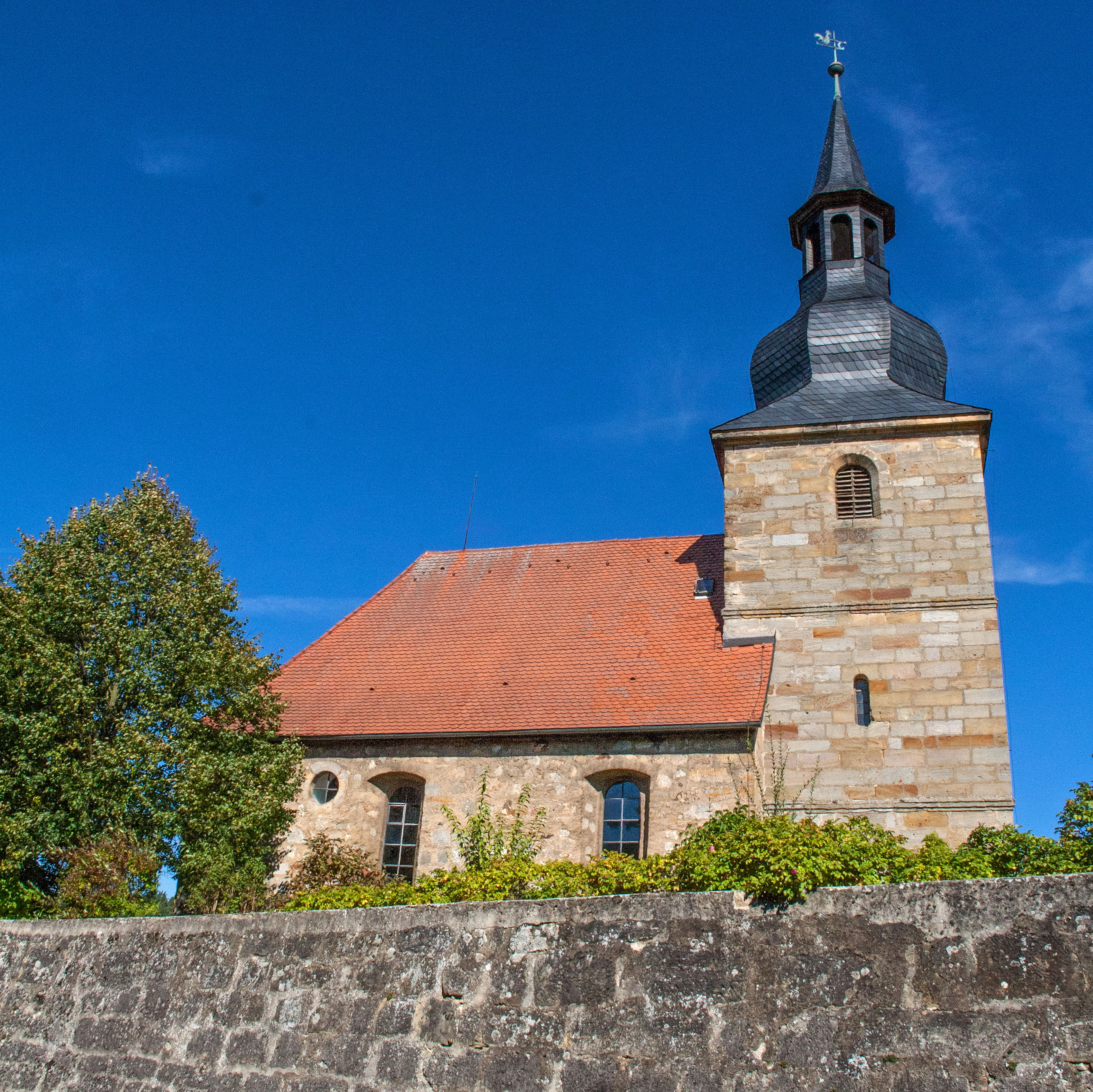
St. Jakobus in Bronn
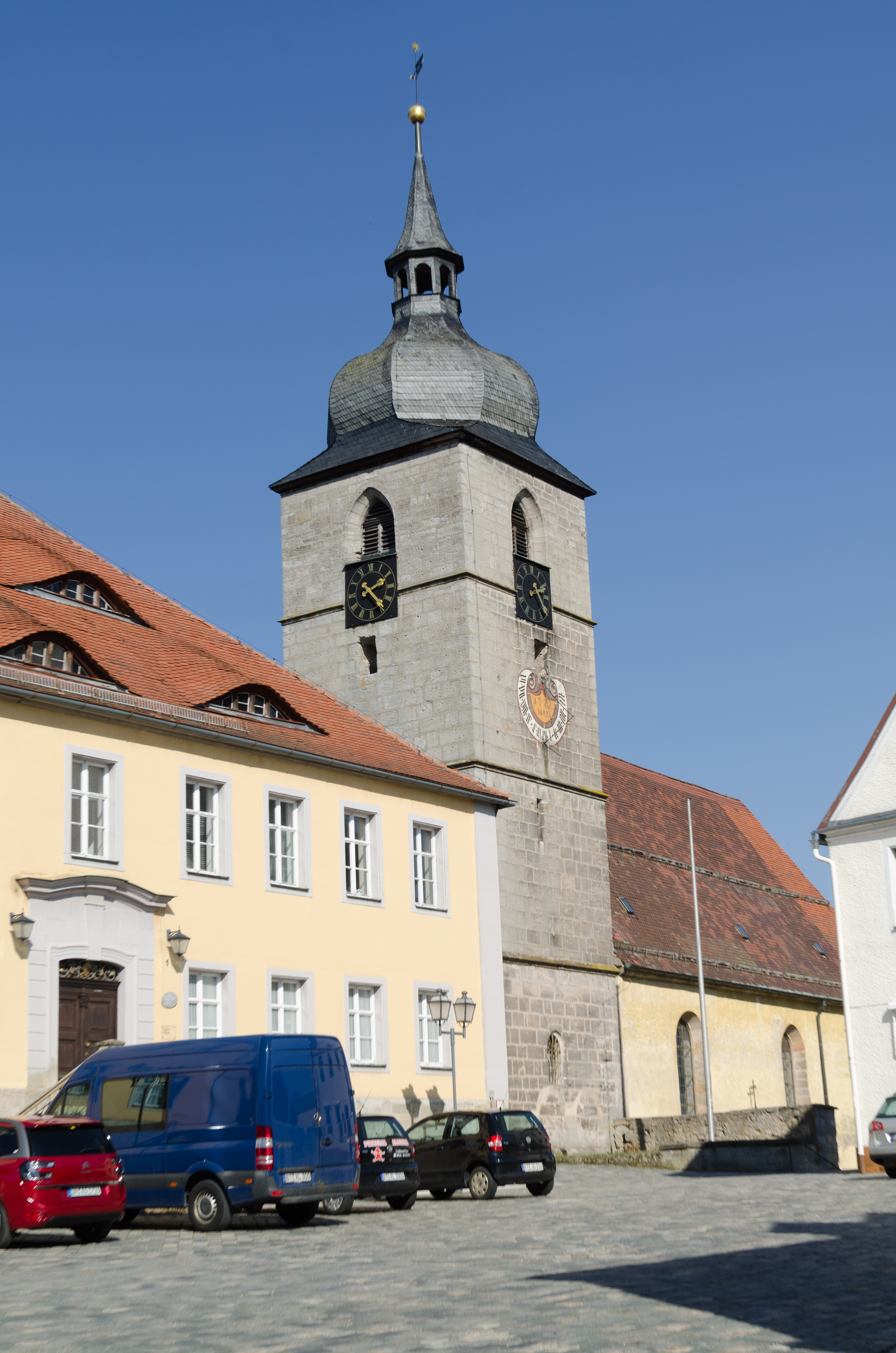
St. Jakobus in Creußen
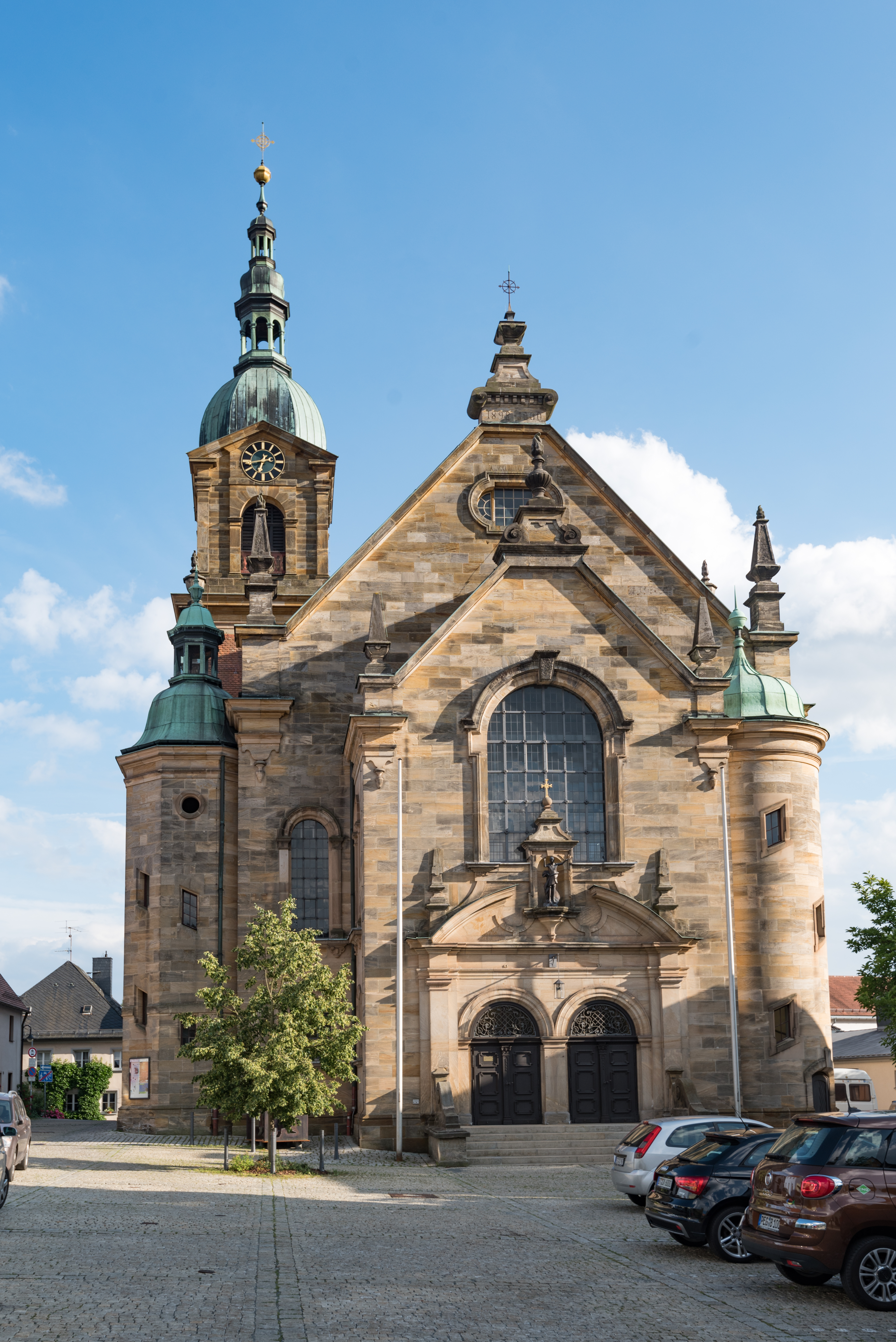
St. Bartholomäus in Pegnitz
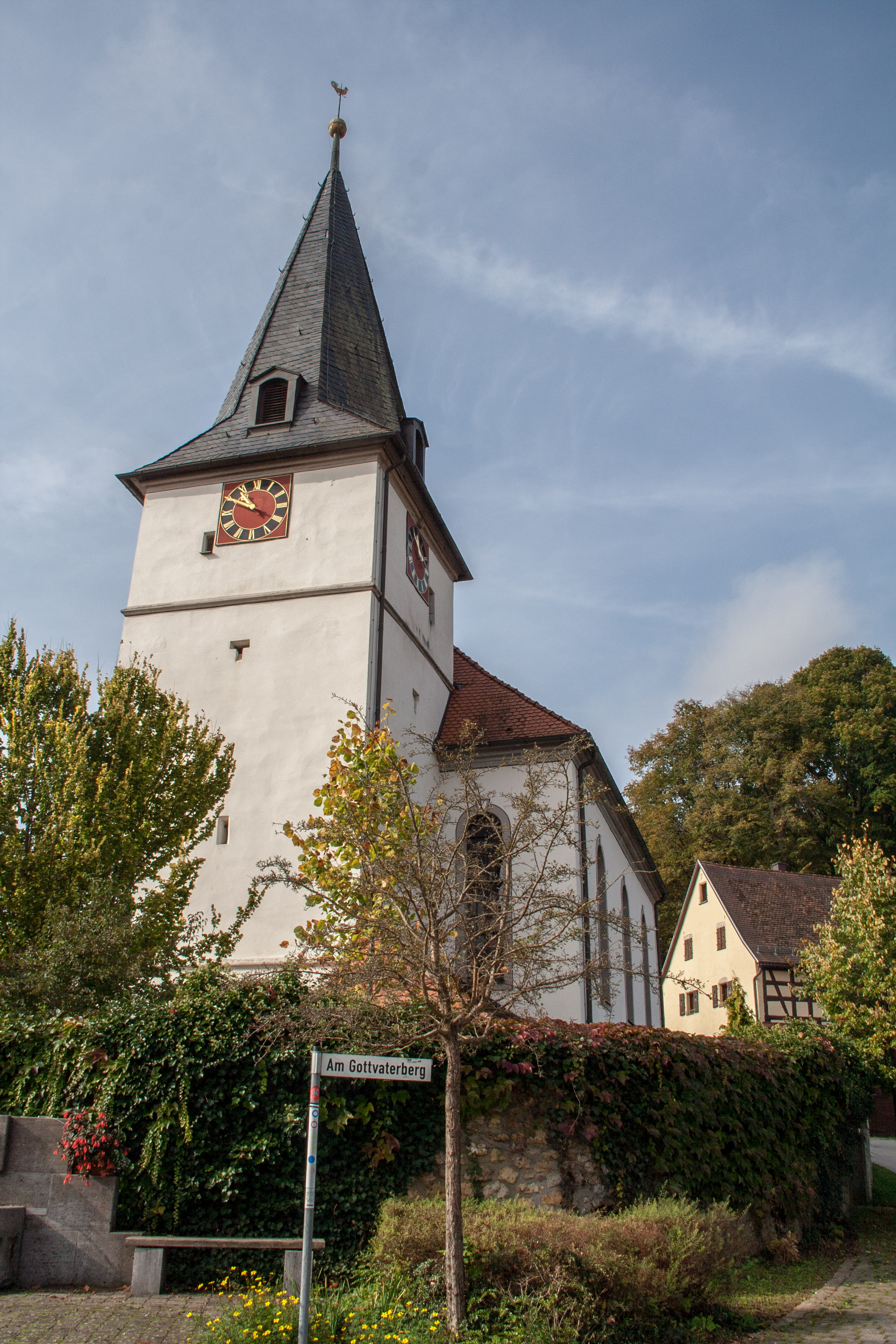
St. Susannae in Plech
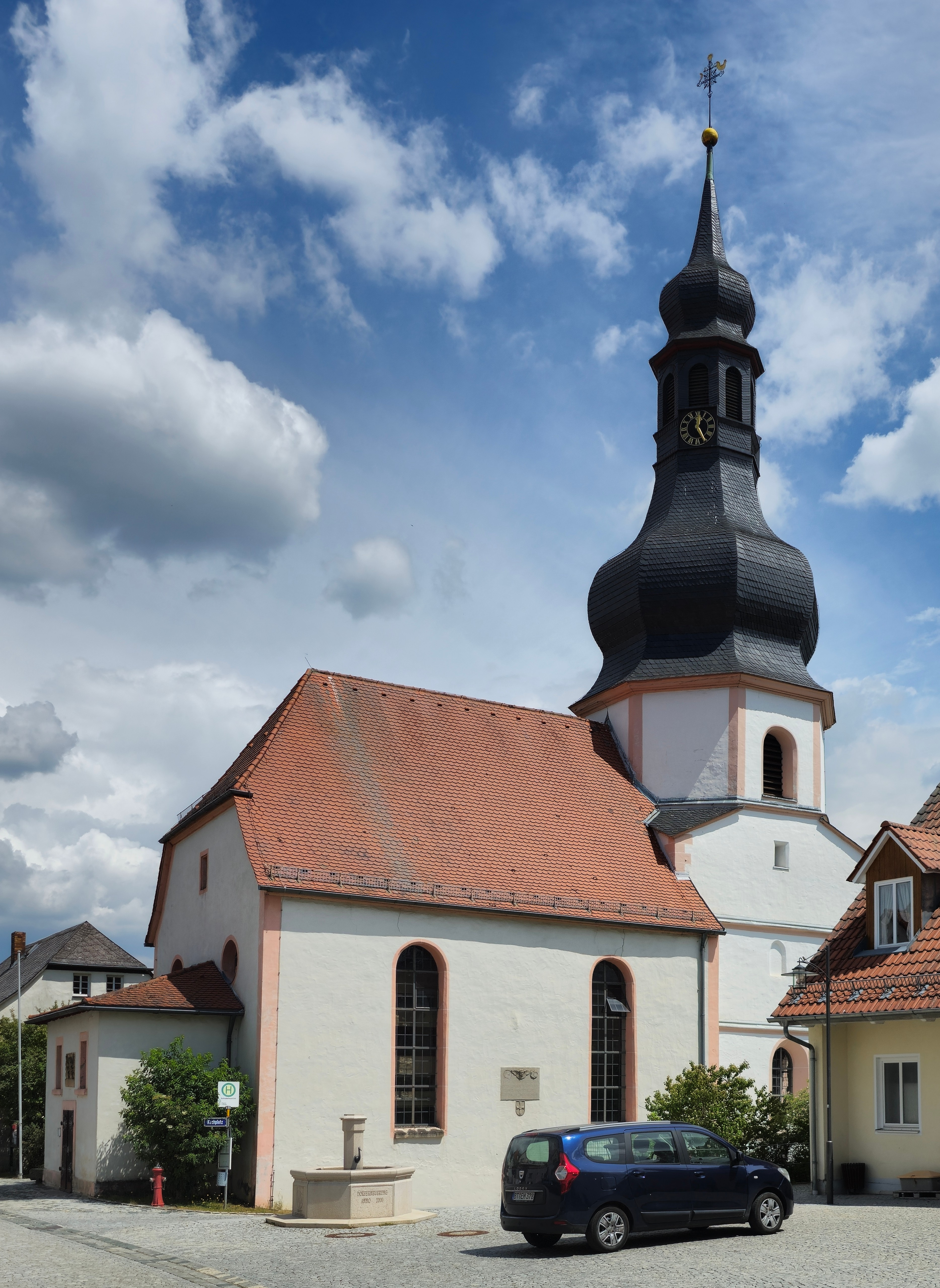
Maria-Magdalena-Kirche in Schnabelwaid
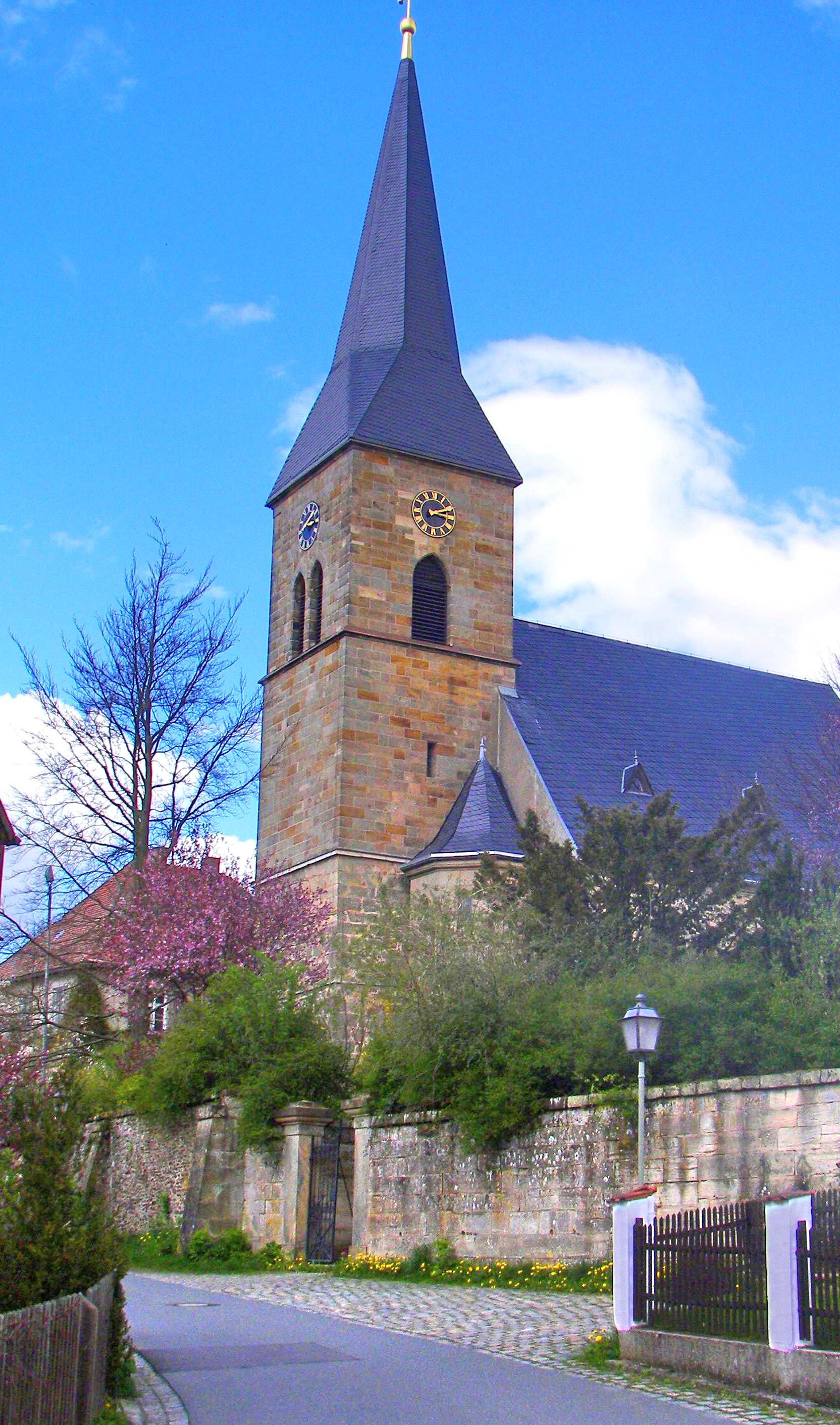
St. Michael in Lindenhardt